# Wąwóz Podskalański

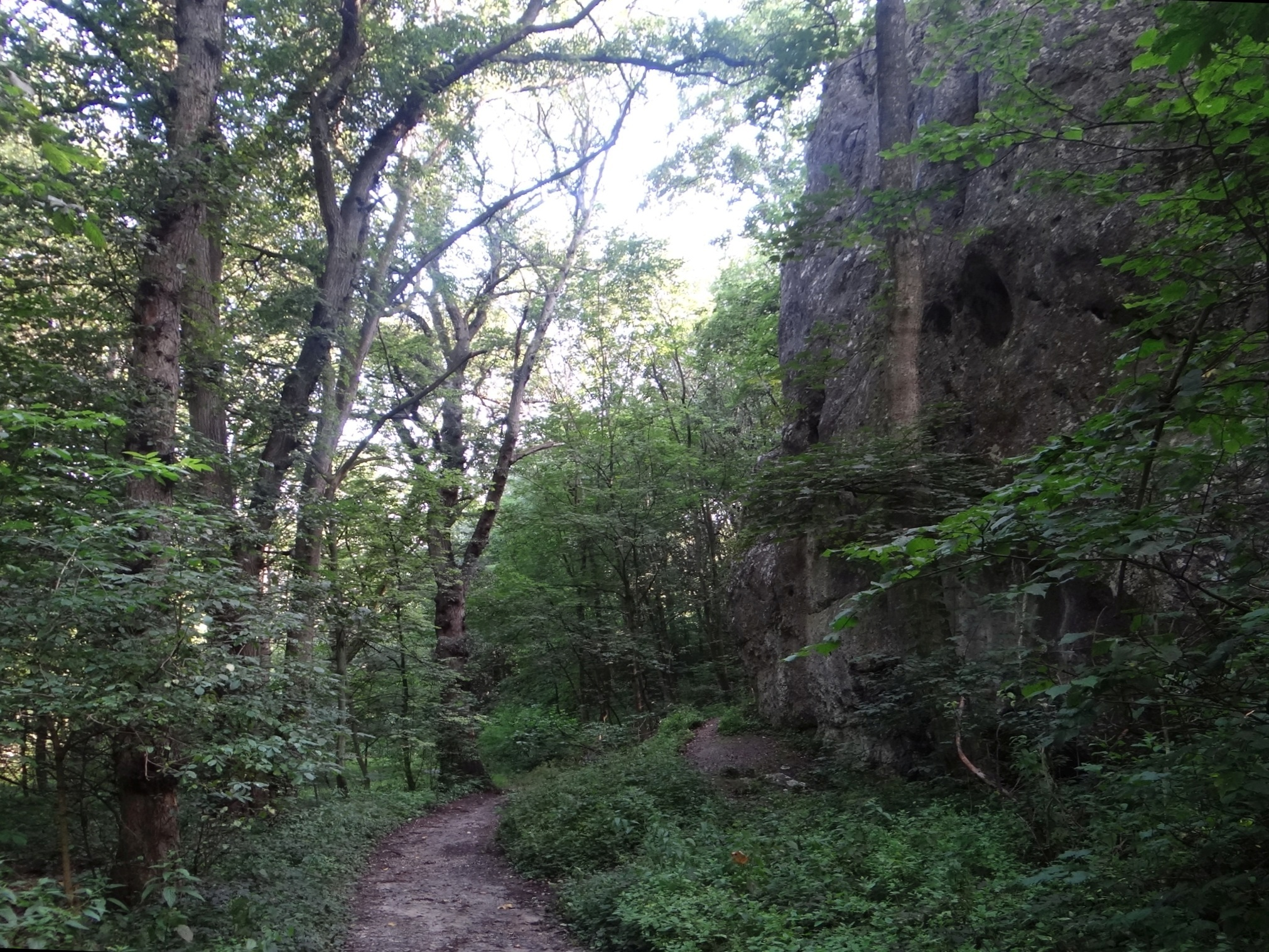
Wąwóz Poskalański i Wielka Skała

Wąwóz Podskalański – wąwóz na Wyżynie Olkuskiej będącej częścią Wyżyny Krakowsko-Częstochowskiej. Znajduje się w północno-wschodniej części zabudowań wsi Tomaszowice w województwie małopolskim, w powiecie krakowskim, w gminie Wielka Wieś. Nazwa wąwozu pochodzi od należącego do Tomaszowic przysiółka Podskalany (jego zabudowania znajdują się po południowo-zachodniej stronie wąwozu).
Wąwóz Podskalański ma długość około 1 km i jest najmniejszą i najbardziej wysuniętą na wschód Dolinką Krakowską. Jest górną częścią doliny Wędonki (zwanej też Wedonką) spływającej jego dnem. Dolina Wędonki powstała w stromym progu oddzielającym Płaskowyż Ojcowski od Rowu Krzeszowickiego. Dno Wąwozu Podskalańskiego i większą część zboczy porasta las. W lewych, bardziej stromych zboczach wąwozu znajduje się kilka wapiennych skał. Największa z nich to Wielka Skała będąca obiektem wspinaczki skalnej. Obok niej znajduje się mniejsza, również wspinaczkowa Niewielka Skała, a w wylocie wąwozu Skała Borsucza. W skałach Wąwozu Podskalańskiego znajduje się Jaskinia Borsucza i pięć schronisk: Lisia Jama, Okap z Rurą, Schronisko Drugie, Schronisko pod Kamieniami w Szczelinie, Schronisko Wilczy Skok. Wschodni wylot Jaskini Borsuczej jest widoczny tuż przy korycie potoku w wylocie wąwozu. Wypływa nim niewielkie źródełko zasilające Wędonkę.
Dnem Wąwozu Podskalańskiego prowadzi tworzący zamkniętą pętlę czarny szlak rowerowy. U wylotu wąwozu jest stadnina koni. Parking jest przy ul.Topolowej (skręcając w ul. Podskalany pierwszy zakręt w lewo, 200 m drogi kamienistej i boisko z parkingiem). Wejście do lasu od strony tarasu widokowego.